# Komsomolsk-na-Amur
Komsomolsk-na-Amure (tiếng Nga: Комсомольск-на-Амуре, n.đ. 'Komsomolsk trên sông Amur') là một thành phố Nga. Thành phố này thuộc chủ thể Khabarovsk Krai Oblast. Thành phố có dân số 281.035 người (theo điều tra dân số năm 2002. Đây là thành phố lớn thứ 67 của Nga theo dân số năm 2002. Dân số qua các thời kỳ: 263,900 (Điều tra dân số 2010); 281,035 (Điều tra dân số 2002); 315,325 (Điều tra dân số năm 1989).

## Địa lý và khí hậu
Komsomolsk và vùng ngoại ô của nó kéo dài hơn 30 km (19 dặm) dọc theo tả ngạn của sông Amur. Sông vào điểm này là rộng 2,5 km.
Khoảng cách đến Khabarovsk - trung tâm hành chính của Krai là 356 km (221 dặm), Thái Bình Dương khoảng 300 km (190 dặm). Các thành thị lớn gần nhất khác là Amursk, khoảng 45 km (28 dặm) về phía nam.

Nhiệt độ ở khu vực của thành phố có thể lên tới 50 °C (122 °F) trong quá trình của năm, với mức trung bình hàng ngày của -29 °C (-20 °F) vào tháng Giêng, so với 26 °C (79 °F) vào tháng Bảy.
| Dữ liệu khí hậu của Komsomolsk-na-Amure | Dữ liệu khí hậu của Komsomolsk-na-Amure | Dữ liệu khí hậu của Komsomolsk-na-Amure | Dữ liệu khí hậu của Komsomolsk-na-Amure | Dữ liệu khí hậu của Komsomolsk-na-Amure | Dữ liệu khí hậu của Komsomolsk-na-Amure | Dữ liệu khí hậu của Komsomolsk-na-Amure | Dữ liệu khí hậu của Komsomolsk-na-Amure | Dữ liệu khí hậu của Komsomolsk-na-Amure | Dữ liệu khí hậu của Komsomolsk-na-Amure | Dữ liệu khí hậu của Komsomolsk-na-Amure | Dữ liệu khí hậu của Komsomolsk-na-Amure | Dữ liệu khí hậu của Komsomolsk-na-Amure | Dữ liệu khí hậu của Komsomolsk-na-Amure |
| Tháng                                   | 1                                       | 2                                       | 3                                       | 4                                       | 5                                       | 6                                       | 7                                       | 8                                       | 9                                       | 10                                      | 11                                      | 12                                      | Năm                                     |
| --------------------------------------- | --------------------------------------- | --------------------------------------- | --------------------------------------- | --------------------------------------- | --------------------------------------- | --------------------------------------- | --------------------------------------- | --------------------------------------- | --------------------------------------- | --------------------------------------- | --------------------------------------- | --------------------------------------- | --------------------------------------- |
| Cao kỉ lục °C (°F)                      | 0.7 (33.3)                              | 0.0 (32.0)                              | 13.6 (56.5)                             | 23.9 (75.0)                             | 31.0 (87.8)                             | 33.2 (91.8)                             | 36.2 (97.2)                             | 38.0 (100.4)                            | 30.0 (86.0)                             | 20.5 (68.9)                             | 8.3 (46.9)                              | 1.0 (33.8)                              | 38.0 (100.4)                            |
| Trung bình ngày tối đa °C (°F)          | −19.6 (−3.3)                            | −13.9 (7.0)                             | −4.0 (24.8)                             | 7.5 (45.5)                              | 16.1 (61.0)                             | 22.8 (73.0)                             | 25.1 (77.2)                             | 23.4 (74.1)                             | 17.1 (62.8)                             | 7.4 (45.3)                              | −6.4 (20.5)                             | −17.2 (1.0)                             | 4.6 (40.3)                              |
| Trung bình ngày °C (°F)                 | −24.7 (−12.5)                           | −19.8 (−3.6)                            | −9.5 (14.9)                             | 2.3 (36.1)                              | 10.4 (50.7)                             | 17.3 (63.1)                             | 20.3 (68.5)                             | 18.5 (65.3)                             | 11.9 (53.4)                             | 2.5 (36.5)                              | −10.5 (13.1)                            | −21.8 (−7.2)                            | −0.6 (30.9)                             |
| Tối thiểu trung bình ngày °C (°F)       | −30.8 (−23.4)                           | −27.2 (−17.0)                           | −17.1 (1.2)                             | −3.4 (25.9)                             | 3.7 (38.7)                              | 10.8 (51.4)                             | 15.2 (59.4)                             | 13.5 (56.3)                             | 6.4 (43.5)                              | −2.9 (26.8)                             | −16.1 (3.0)                             | −27.4 (−17.3)                           | −6.6 (20.1)                             |
| Thấp kỉ lục °C (°F)                     | −47.0 (−52.6)                           | −42.0 (−43.6)                           | −33.9 (−29.0)                           | −20.8 (−5.4)                            | −7.5 (18.5)                             | −2.2 (28.0)                             | 0.0 (32.0)                              | −8.9 (16.0)                             | −6.0 (21.2)                             | −22.0 (−7.6)                            | −34.0 (−29.2)                           | −42.0 (−43.6)                           | −47.0 (−52.6)                           |
| Lượng Giáng thủy trung bình mm (inches) | 30 (1.2)                                | 19 (0.7)                                | 30 (1.2)                                | 43 (1.7)                                | 63 (2.5)                                | 65 (2.6)                                | 95 (3.7)                                | 110 (4.3)                               | 74 (2.9)                                | 62 (2.4)                                | 49 (1.9)                                | 32 (1.3)                                | 672 (26.4)                              |
| Số ngày giáng thủy trung bình           | 14                                      | 12                                      | 13                                      | 15                                      | 15                                      | 13                                      | 15                                      | 14                                      | 14                                      | 13                                      | 16                                      | 15                                      | 169                                     |
| Số ngày mưa trung bình                  | 0                                       | 0                                       | 1                                       | 7                                       | 14                                      | 13                                      | 15                                      | 14                                      | 14                                      | 8                                       | 1                                       | 0                                       | 87                                      |
| Số ngày tuyết rơi trung bình            | 14                                      | 12                                      | 13                                      | 11                                      | 3                                       | 0                                       | 0                                       | 0                                       | 0                                       | 8                                       | 15                                      | 15                                      | 91                                      |
| Nguồn 1: climatebase.ru                 |                                         |                                         |                                         |                                         |                                         |                                         |                                         |                                         |                                         |                                         |                                         |                                         |                                         |
| Nguồn 2: Weatherbase                    |                                         |                                         |                                         |                                         |                                         |                                         |                                         |                                         |                                         |                                         |                                         |                                         |                                         |

## Lịch sử
Komsomolsk bị chinh phục bởi quân Mông Cổ vào thế kỷ 13, trở thành một phần của Đế quốc Mông Cổ dưới Triều đại nhà Nguyên Mông Cổ và sau đó người Mãn Châu chiếm giữ cho đến hiệp ước Aigun năm 1858 nhường khu vực cho Đế quốc Nga.
Làng Permskoye (Пермское) được thành lập trên khu vực sau này của Komsomolsk năm 1860 của nông dân di cư từ Perm Krai.
Chính phủ của Cộng hòa Xã hội chủ nghĩa Xô Viết Nga công bố vào năm 1931 kế hoạch xây dựng một nhà máy đóng tàu Amur ở khu vực nay là Komsomolsk, bắt đầu xây dựng vào năm 1932. Thị trấn đã được phần lớn được xây dựng sử dụng lao động tình nguyện từ các tổ chức thanh niên cộng sản Komsomol, do đó nhận được tên gọi Komsomolsk. Các hậu tố trên Amur đã được thêm vào để phân biệt từ các thị trấn khác có cùng tên. Nó đã được cấp tư cách thị trấn vào năm 1933.
Đến cuối những năm 1930, các xưởng đóng tàu cùng với cơ sở vật chất cho ngành công nghiệp nặng khác đã được hoàn thành. Thành phố phát triển thành một trung tâm khu vực cho các ngành công nghiệp như luyện kim, máy móc, lọc dầu, và đóng tàu.

## Thành phố kết nghĩa
Thành phố này kết nghĩa với:
- Giai Mộc Tư, Trung Quốc
- Kamo, Nhật Bản
- Vị Nam, Trung Quốc